# Albánie na Zimních olympijských hrách 2010
Albánie se účastnila Zimní olympiády 2010. Albánii zastupoval pouze jeden sportovec. Byla to druhá účast Albánie na ZOH. Albánie nezískala žádnou medaili.

## Seznam všech zúčastněných sportovců
| Číslo | Jméno      | Pohlaví | Věk | Sport           |
| ----- | ---------- | ------- | --- | --------------- |
| 1     | Erjon Tola | Muž     | 23  | Alpské lyžování |